# Oswaldo Mackenzie
Oswaldo Mackenzie (Barranquilla, 19 de enero de 1973) es un exfutbolista colombiano.

## Biografía
Oswaldo Enrique Mackenzie Peña nació el 19 de enero de 1973 en Barranquilla, hijo de Blanca Peña de Mackenzie y de Oswaldo Segundo Mackenzie. Tiene 2 hermanos llamados Roberto Carlos Mackenzie y Nadim Mackenzie, también fueron futbolistas. Sus amigos lo molestaban diciendo que sus hermanos eran mejores que el. Tiene también dos Hermanas llamadas Luz Estela Mackenzie Peña y Blanca Luz Mackenzie Peña.
Su carrera profesional comenzó en 1990 con el Atlético Junior, donde duró 2 años y en el cual mostraba una gran habilidad y técnica con el balón. Se fue cedido al Real Cartagena en 1992 por un año, para poder estar en forma jugando de titular y acumulando experiencia. Ya en 1993 terminaría su cesión con los cartageneros y volvería de nuevo al Atlético Junior donde logró consolidarse como titular definitivamente, jugando con figuras de talla como Iván René Valenciano, Víctor Danilo Pacheco y Carlos Valderrama.
Actualmente juega para la selección Colombia de showbol. Tuvo 2 hijos, de diferentes matrimonios, la primera fue Paula Andrea Mackenzie Piñeres, su segunda hija es Valerie Paola Mackenzie Saldarriaga la cual nació en el año 2007 y es de su último matrimonio.

## Trayectoria
En el año 1993 Oswaldo «el Nene» Mackenzie le dio el título del campeonato 1993 a Junior con un gol dramático y agónico frente a América de Cali.
Disputó la Copa Libertadores de América de 1994 llegando hasta semifinales, perdiendo en penales por 5-4 frente al Vélez Sarsfield. En el año de 1995 lograría ganar de nuevo el torneo colombiano con el Junior quedando primero en la tabla de todos contra todos por 2 puntos encima del segundo y subcampeón que fue el América de Cali.
Por todas estas notables actuaciones que había logrado el jugador barranquillero con el Junior, se fue para otro equipo en Colombia, en este caso el Atlético Nacional de Medellín en 1996 donde no defraudó. Pero tuvo que esperar hasta el torneo de 1999 para saborear de nuevo la gloria de un título y también siendo fundamental en la final.
Mackenzie con Atlético Nacional pudo ganar la final del Finalización en el clásico paisa frente al DIM y de ahí consiguió el tiquete para disputar la gran final del año frente al ganador del Apertura, en este caso fue el América de Cali, otro clásico con otro gran rival. El partido de ida se jugó en Cali donde su equipo se quedó con 10 tras la expulsión de su arquero Miguel Calero y en ese momento el partido se perdía por 1-0, pero el Nene nuevamente aparecería tras un error fatal del arquero del América de Cali al soltar un balón aéreo, donde Mackenzie no perdonó y logró marcar el gol para empatar la serie faltando 3 minutos de partido. Disputó después el partido de vuelta en Medellín donde el resultado fue un empate sin goles, y en donde se tuvo que recurrir a los penales para definir el campeón, ahí lamentablemente falló el cuarto penal para su equipo, pero ya la serie estaba muy amplia y más que definida imponiéndose por 4-2 y logrando consagrarse de nuevo campeón de Colombia.
A partir de ahí su nivel entró en declive y se convirtió en esos jugadores que cambiaba frecuentemente de equipo, donde estuvo en el Barcelona SC de Ecuador, el Centauros Villavicencio de Colombia, entre otros.
En 2004 regresó al Atlético Nacional y salió subcampeón en los 2 torneos de ese año, mientras que al año siguiente estuvo en 3 equipos diferentes, los cuales fueron el Alianza Lima de Perú donde fue considerado el peor extranjero del año, es recordado al momento de su presentación en el equipo íntimo al decir «tengo cosas de César Cueto» frase que indignó a la hinchada blanquiazul, el Unión Magdalena de Colombia y el Estudiantes de Mérida de Venezuela. Su último club en su carrera ha sido nuevamente su Junior de Barranquilla en 2008.

## Clubes
| Club                    | País      | Año       |
| ----------------------- | --------- | --------- |
| Junior                  | Colombia  | 1990-1991 |
| Real Cartagena          | Colombia  | 1992      |
| Junior                  | Colombia  | 1993-1995 |
| Atlético Nacional       | Colombia  | 1997-2000 |
| Barcelona SC            | Ecuador   | 2001      |
| Atlético Nacional       | Colombia  | 2001      |
| Junior                  | Colombia  | 2002      |
| Centauros Villavicencio | Colombia  | 2003      |
| Atlético Nacional       | Colombia  | 2004      |
| Alianza Lima            | Perú      | 2005      |
| Unión Magdalena         | Colombia  | 2005      |
| Estudiantes de Mérida   | Venezuela | 2005      |
| Club Olimpia            | Paraguay  | 2006      |
| Deportes Quindío        | Colombia  | 2006      |
| Real Cartagena          | Colombia  | 2007      |
| América de Cali         | Colombia  | 2007      |
| Junior                  | Colombia  | 2008      |

## Palmarés

### Campeonatos nacionales
| Título                | Club              | País     | Año  |
| --------------------- | ----------------- | -------- | ---- |
| Campeonato colombiano | Junior            | Colombia | 1993 |
| Campeonato colombiano | Junior            | Colombia | 1995 |
| Campeonato colombiano | Atlético Nacional | Colombia | 1999 |

### Copas internacionales
| Título          | Club              | País     | Año  |
| --------------- | ----------------- | -------- | ---- |
| Copa Merconorte | Atlético Nacional | Colombia | 1998 |
| Copa Merconorte | Atlético Nacional | Colombia | 2000 |